# Chelles, Seine-et-Marne
Chelles je vzhodno predmestje Pariza in občina v osrednjem francoskem departmaju Seine-et-Marne regije Île-de-France. Leta 1999 je naselje imelo 45.399 prebivalcev.

## Geografija
Naselje leži v osrednji Franciji 7 km severozahodno od Torcyja, 18 km vzhodno od središča Pariza.

## Administracija
Chelles je sedež istoimenskega kantona, v katerega sta vključeni 2/3 njegove občine (31.580 prebivalcev), ostali del (sever) pripada kantonu Vaires-sur-Marne. Je del leta 1972 nastalega pariškega predmestja Marne-la-Vallée (sektor Porte de Paris).

## Zgodovina
Na ozemlju Chellesa so bili v 19. stoletju najdeni ostanki iz obdobja paleolitika, imenovanega Olduwan. V sedmem stoletju je bila na tleh nekdanje merovinške ville Calae s strani frankovske kraljice Balthilde ustanovljena opatija Notre-Dame-des-Chelles, uničena v času francoske revolucije.

## Znamenitosti
- zgodovinski muzej Le musée municipal Alfred-Bonno, ustanovljen 1950 iz dela donacije opata Alfreda Bonna,
- Le fort de Chelles,
- cerkev sv. Andreja iz 13. in 15. stoletja, predelana v 18. stoletju.
- L'aéroclub Lucien-Bossoutrot s pilotsko šolo.

## Pobratena mesta
- Lindau (Nemčija);